# П-330
П-330 «Азур» — комплекс средств каналообразования, предназначенный для работы по проводным и радиорелейным (в том числе тропосферным) линиям связи в военно-полевых и стационарных сетях связи. Аппаратура подобного семейства предназначена для уплотнения в диапазоне определённых частот кабельных, радиорелейных (РРЛ) и тропосферных (ТРЛ) линий на стационарных узлах связи и подвижных объектах, включая работу на ходу, в том числе и узлов связи в самолетах и вертолетах.

## Состав комплекса
К комплексу относятся каналообразующие аппаратуры передачи семейства П-330 (последняя цифра в индексе указывает число каналов ТЧ): 
- малоканальные П-330-1[2], П-330-3[3], П-330-6[4][5]
- многоканальные П-330-12[6], П-330-24[7] и П-330-60[8].

Также туда входят оборудование линейных трактов обслуживаемых и необслуживаемых усилительных пунктов для ПКЛ-296/330, оборудование сопряжения с радиорелейными (и тропосферными) линиями связи П-330-24/60-СР и аппаратура параллельного выделения П-330-ВПГ/ВВГ. Каналообразующая аппаратура обеспечивает встречную работу с аппаратурой старого парка «Топаз» типов П-303, П-302, П-301 и П-300. Вышеперечисленные каналообразующие аппаратуры серии П-330 могут входить в состав аппаратной полевых УС типов П-258-60-К, П-258-24К и П-258-24/6К.

## Предназначение
Каждая каналообразующая аппаратура может уплотнять радиорелейные, тропосферные и кабельные линии связи (разные линии в зависимости от типа) собственными каналами тональной частоты (ТЧ) — иначе говоря, организовывать эти каналы ТЧ в определённых диапазонах по той или иной проводной системе в какой-то определённой линии связи. В каждой аппаратуре есть служебная связь и встроенное устройство контроля, в некоторых образцах встречается возможность организации широкополосного канала путём объединения трёх и более каналов ТЧ.

## Сравнительные характеристики каналообразующих аппаратур
| Характеристики                             | П-330-1                             | П-330-3                      | П-330-6                                                                               | П-330-12                                                     | П-330-24                                                      | П-330-60                                                      |
| ------------------------------------------ | ----------------------------------- | ---------------------------- | ------------------------------------------------------------------------------------- | ------------------------------------------------------------ | ------------------------------------------------------------- | ------------------------------------------------------------- |
| Год начала производства                    | 1979                                | 1980                         | 1979                                                                                  | 1983                                                         | 1983                                                          | 1982                                                          |
| Год принятия на вооружение                 | 1987                                | 1984                         | 1984                                                                                  | 1987                                                         | 1987                                                          | 1987                                                          |
| Средняя наработка на отказ, ч              | 9000                                | 6000                         | 10000                                                                                 | 7500                                                         | 7500                                                          | 7500                                                          |
| Тип линии                                  | двухполосная двухпроводная          | двухполосная двухпроводная   | однокабельная 4-проводная                                                             | однокабельная одно- или двухполосная                         | однокабельная одно- или двухполосная                          | однокабельная одно- или двухполосная                          |
| Тип уплотнения                             | частотный                           | частотный                    | частотный                                                                             | частотный                                                    | частотный                                                     | частотный                                                     |
| Количество каналов ТЧ                      | 1                                   | 3                            | 6                                                                                     | 12                                                           | 12 или 24                                                     | 60                                                            |
| Линейный спектр частот, кГц                | 4,3—11,7                            | 4,3—30,7                     | 0,3…4,6—31,7                                                                          | для двухполосной линии: 11—233 для однополосной линии: 11—64 | для двухполосной линии: 11—233 для однополосной линии: 11—119 | для двухполосной линии: 11—552 для однополосной линии: 12—269 |
| Входное сопротивление линейных трактов, Ом | 400                                 | нет данных                   | 135                                                                                   | 135                                                          | 135                                                           | 135                                                           |
| Эффективно передаваемая полоса частот, кГц | 0,3—3,4 (КТЧ)                       | 0,3—3,4 (КТЧ)                | 0,3—3,4 (КТЧ) 12,3—23,4 (ШК-12)                                                       | 0,3—3,4 (КТЧ)                                                | 0,3—3,4 (КТЧ)                                                 | 0,3—3,4 (КТЧ) 12,3—23,4 (ШК-12) 60—108 (ШК-48) 312—552        |
| Электропитание                             | 220 В, 50 Гц                        | 220 В, 50 Гц                 | 220 В, 50 Гц (от сети переменного тока) 115 В, 400 Гц 27 В (от сети постоянного тока) | 220 В, 50 Гц                                                 | 220 В, 50 Гц                                                  | 220 В, 50 Гц                                                  |
| Диапазон температур, °C                    | от −50 до +60                       | нет данных                   | нет данных                                                                            | от −10 до +50                                                | от −10 до +50                                                 | от −10 до +50                                                 |
| Масса, кг                                  | 28                                  | 700                          | 52—60                                                                                 | 310                                                          | 350                                                           | 520                                                           |
| Используемые линии связи                   | П-268, П-274, стальные и медные ВЛС | П-268, стальные и медные ВЛС | П-268, П-296, РРЛ и ТРЛ                                                               | П-296, РРЛ и ТРЛ                                             | П-296, РРЛ и ТРЛ                                              | П-296, РРЛ и ТРЛ                                              |